# Yep
Yep je webový vyhledávač založený Dmytrem Gerasymenkovem, CEO Ahrefs.  Představený byl v roce 2022. Jeho cílem je dávat 90 % z příjmů reklamy tvůrcům internetového obsahu. Yep spadá pod společnost Ahrefs, která od roku 2010 skrze čtvrtý největší crawler AhrefsBot sbírá data z internetu a indexuje a strukturuje je.